# 백두성
백두성(白斗星, 본명 白斗成, 1917년 ~ 2006년)은 대한민국의 소설가이다. 호남문학회의 초대 회장을 역임하였다.
1917년 전라남도 영암군 삼호면 난전리에서 태어났다. 일본 동경제국상업학교를 졸업하고 니혼대학 예술대학 창작과에서 수학한 뒤 니혼대학 문과를 졸업하였다.
1940년대 초부터 목포에서 문학 활동을 시작하였다. 1945년 《예술문화》에 단편소설이 당선되었으며, 1959년 《자유문학》 신인문학상에 단편 〈항구(港口)가 당선되어 등단하였다.
해방 이후 교육계에 몸담아 중·고등학교에서 국어 교사로 재직하고, 대학에 출강하며 소설 집필을 병행하였다. 목포항도여자중학교, 목포공업고등학교, 목포고등학교, 덕성여자중학교·고등학교 등에서 교편을 잡았고, 덕성여자대학교 등에서도 강의하였다.
문단 활동으로는 1985년 재경 호남문학회 초대 회장을 역임하였으며, 국제 PEN 클럽 회원, 한국문인협회와 한국소설가협회 회원으로도 활동하였다. 또한 일본어문화연구 회장, 백제문화예술연구회 회장, 대학연합신문사 대표이사 등을 맡았다.
2006년에 서울에서 별세하였다.

## 생애

### 1940년대
1943~1944년경, 동경 유학생 출신의 홍순태, 박문석, 박경창, 장병준 등과 함께 목포에서 문학 활동을 시작하였다. 당시 이들은 값싼 설렁탕집에 모여 막걸리와 소주를 나누며 문학에 대한 열정을 토론했고, 이 자리에서 문예 동인지 발간을 논의하기도 했다. 해방 전까지는 결실을 맺지 못했으나, 1945년 해방 이후 《호남평론》 활동 문인들과 함께 문화운동의 필요성을 논의하고 시·수필·시론·꽁트를 게재한 타블로이드판 문예지를 발간하였다. 같은 해 《예술문화》에 단편소설이 당선되며 문단에 이름을 알렸고, 해방 직후 박화성이 자신의 서재를 목포 문학인들의 사랑방으로 개방해 문학 토론의 장을 마련한 모임에도 참여하여 조희권, 이동주, 이가형, 나천수, 오덕, 정철, 장병준, 박문석, 심인섭, 최기영, 차재석 등과 교류하였다.

### 1950년대
1950년대 중반부터 목포에서 김일로, 차재석 등과 함께 활발한 문학 활동을 전개하였다. 1958년 9월 15일 목포방송국 공보관에서 열린 ‘목포문화협회’ 창립총회에서 문학부문 간사로 선출되었으며, 같은 해 9월 20일 조직된 ‘목포문화학회’에서는 부회장으로 선출되어 정규남, 전승목, 김영복, 정태정 등과 함께 지역 문단의 조직적 활동을 이끌었다. 1959년 《자유문학》 신인문학상에 단편 〈항구〉가 당선되며 본격적으로 등단하였다.

### 1960~70년대
1960년 3월 15일 《목포문학》 창간호 발행에 편집위원으로 참여하고, 창작 부문에 단편 〈쉬어가는 사람들〉을 발표하였다.  
같은 시기 《자유문학》, 《월간문학》, 《100인문학》 등 주요 문예지에 〈계단〉(1960), 〈부묘〉(1960), 〈전결〉(1961), 〈단계〉(1960), 〈공과〉(1961) 등 다수의 단편소설을 발표하였으며, 이들 작품 원문은 현재 국회도서관에서 확인할 수 있다. 일부는 재수록되어 후대에도 소개되었다. 장편소설 《유산 없는 젊음들》(1965, 김용락 공저)과 소설집 《대화 없는 광장》(1966), 《열과 냉》(1977) 등 꾸준하게 작품을 발표하였으며, 《교과서에 나오는 세계문학: 이해와 감상을 위한 해설 요약》(1967), 《현대시연구》(1968), 《고전 한국의 명작》(1979) 등 교육적인 저서를 집필하였다. 이 중 《현대시연구》는 현재 국립한글박물관에 소장되어 있다.

### 1980년대 이후
1980년대 이후에는 『현대문학』, 『펜문학』(국제펜클럽 한국본부 발행), 『The Lion in Korean』(국제라이온스협회 발행) 등 문예지를 통해 소설과 수필을 꾸준히 발표하였다.
1981년 2월 15일, 재경 호남출신 문인들의 모임인 ‘호남문학회’ 창립총회에서 초대 회장으로 선출되어 김상일, 박병순, 황희영 등과 함께 조직적인 창작 활동과 호남 지역 문화 발전을 위한 사업을 추진하였다.
1985년 발간된 『호남문학』 창간호에는 회장으로서 직접 집필한 창간사가 수록되었으며, 이를 통해 지역 문학 공동체에 대한 비전과 문학관을 밝혔다.
대표작으로는 장편소설 《쫓기는 지성들》(1988), 소설집 《쫓기는 사람》(1982) 등이 있으며, 문학평론가 정봉래는 그의 작품 세계를 “인간 긍정”과 “리얼리즘의 찬가”로 평가하였다.

## 작품

### 장편소설
- 《유산 없는 젊음들》 (1965, 김용락 공저)
- 《쫓기는 지성들: 백두성 장편소설》 (1988)[17] [18]

### 소설집
- 《대화 없는 광장》 (1966)
- 《열과 냉》 (1977)[19]
- 《쫓기는 사람: 백두성창작집》 (1982)[20]

### 단편소설 및 수필
- 〈제목 미상〉, 단편소설, 《예술문화》, 1945년
- 〈항구(港口)〉, 단편소설, 《자유문학》, 제4권 제7호, 1959년 7월 — 신인문학상 수상작[21]
- 〈단계(段階)〉 — 단편소설, 《자유문학》 제5권 제4호, 자유문학사, 1960년 4월[22]; 《한국작가출세작품전집 6》, 한국소설가협회 편, 을서문화사, 1976년 재수록[23]
- 〈부묘(浮錨)〉 — 단편소설, 《자유문학》, 제5권 제7호, 자유문학자협회, 1960년 7월[24]
- 〈전결(轉結)〉 — 단편소설, 《자유문학》 제6권 제4호, 자유문학협회, 1961년 4·5월[25]
- 〈공과(功過)〉 — 단편소설, 《자유문학》 제6권 제11호, 자유문학협회, 1961년 12월[26]
- 〈회전(回轉)〉 — 단편소설, 《월간문학》 제3권 제5호, 월간문학사, 1970년 5월[27]
- 〈낙원도(樂園島)〉 — 단편소설, 《월간문학》 제4권 제1호, 월간문학사, 1971년 1월[28]
- 〈이상기온(異常氣溫)〉 — 단편소설, 《100인문학》 제4호, 100인문학회, 1972년 2월[29]
- 〈모든 애정은(모든 愛情은)〉 — 단편소설, 《월간문학》 제9권 제4호(통권 86호), 월간문학사, 1976년 4월[30]
- 〈여공(女工)〉 — 단편소설, 발표 매체·연도 미상[31]
- 〈꽃병〉 — 단편소설, 발표 매체·연도 미상[32]
- 〈차이(差異)〉 — 단편소설, 발표 매체·연도 미상[33]
- 〈미숙(未熟)〉 — 단편소설, 발표 매체·연도 미상[34]
- 〈선물〉 - 단편소설, 『현대문학』 23권 12호, 현대문학, 1977년[35]
- 〈칼침과 노리개〉 - 단편소설, 『현대문학』 27권 11호, 현대문학, 1981년[36]
- 〈약수〉 - 수필, 《한국대표수상록》, 한국소설가협회, 금학당, 1982, p.135[37]
- 〈사모곡〉 - 수필, 『펜문학』, 국제펜클럽 한국본부, 1986년 가을호[38]
- 〈꽁트: 선물〉 - 단편소설, 『The Lion in Korean』 통권 99호, 국제라이온스협회, 1988년[39]
- 〈건강염려증(病)〉 - 수필, 『The Lion in Korean』 통권 98호, 국제라이온스협회, 1988년[40]

### 기타 저서

#### 편저
- 《교과서에 나오는 세계문학: 이해와 감상을 위한 해설 요약》 (1967)[41]
- 《현대시연구》 (1968)[42]
- 《한·한·일·영 자원 학생한자사전》 (1973)[43]
- 《고전 한국의 명작》 (1979)[44]
- 《고전 한국의 명작: 이해와 감상을 위한 해설》 (1982)[45]
- 《한국 고전명작: 현대 문학의 고향, 그리고 전통 문화의 원류》 (1990)[46]
- 《새 글 짓는 법 : 최신 문장 작법》 (1995)[47]
- 《(종합)편지투 백과》 (1996)[48]

#### 공저
- 《세계의 전설과 민화 전집 1–12》 (1973, 백두성 외)[49]
- 《단계: 외 32편》 (1976, 백두성 외)[50]
- 《세계단편소설의 이해》 (1981, 백두성 외)[51]
- 《문학해설전집 1–10》 (1985, 백두성 외)[52]
- 《세계단편문학》 (1988, 백두성 외)[53]
- 《농민의 땅》 (1989, 백두성 외)[54]
- 《최신동경일본어 (기초편)》, 《최신동경일본어 (회화편)》 (1993, 백소우 공저)[55]
- 《정통 한국문학대계 64》 (1994, 백두성 외)[56]

#### 역서
- 《릴케》 (1974, J.F. 안젤로스 지음, 백두성 번역)[57]
- 《치인의 사랑 / 잠자는 미녀》 (1984, 다니자키 준이치로·가와바타 야스나리·미시마 유키오 지음, 백두성 외 공역)[58]

### 평론 및 연구자료
- 정봉래, "문학평론: 인간 긍정, 그리고 리얼리즘 찬가 – 백두성 산문세계", 『펜문학』, 국제펜클럽 한국본부, 1987년 봄호[59]
- 정봉래, "리얼리즘 노트: 백두성 작 '쫓기는 지성들'", 『비평문학』 제3호, 한국비평문학회, 1989년[60]

### 소장 현황
그의 저서 20여 권은 국립중앙도서관에 소장되어 있으며, 일부 저서는 국립한글박물관에 한글 관련 전시·연구 자료로 소장되어 있다. 또한 그의 작품과 관련 자료는 국회도서관에도 다수 소장되어 있다.

## 참고 문헌
- 매일경제, 1985년 1월 19일자 기사 ("재경 호남문학회 초대 회장 선출")
- 《열과 냉》, 세운문화사, 1977년 발행본
- 영암문화원 "영암의 인물" 소개
- 한국현대문학대사전, 2004